# 에브라힘 루트팔라
에브라힘 칼릴 에브라힘 압둘라 루트팔라(아랍어: إِبْرَاهِيم خَلِيل إِبْرَاهِيم عَبْد الله لُطْف الله, Ebrahim Khalil Ebrahim Abdulla Lutfalla, 1992년 9월 24일 ~ )은 바레인의 축구 선수로, 포지션은 골키퍼이다. 현재 알무하라크 소속이다.